# قائمة بطولات نادي برشلونة
تأسس نادي برشلونة الإسباني في إقليم كاتالونيا في تاريخ 29 نوفمبر من عام 1899، وخلال ما يناهز 123 عاماً من عمر النادي شارك بعشرات البطولات المختلفة الرسمية وغير الرسمية وحقق عشرات الألقاب، في سجل النادي الكاتلوني 17 لقب رسمي قاري ودولي و79 لقب محلي، إضافة إلى عشرات الألقاب في بطولات غير الرسمية وبطولات ودية.

## تاريخ
- 1900–1909 كانت أول بطولة يشارك بها النادي بطولة ماكايا عام 1900 وهي بطولة أُقيمت لأندية من إقليم كتالونيا واستطاع النادي من الفوز بلقب تلك البطولة في نسختها الثانية في العام 1902 وكان كأس البطولة أولى الكؤوس التي تدخل خزائن النادي، في ذات الفترة تم استحداث مسابقة كأس ملك إسبانيا ورغم مشاركة النادي بأول نسخة من تلك البطولة إلا أن مشاركات النادي امتازت بالتقطع وكان التركيز بتلك الفترة ينصب على بطولة دوري كاتالونيا المسمى المعدل لبطولة ماكايا.
- 1910–1919 رغم عدم انتظام مشاركات نادي برشلونة في بطولة كأس ملك إسبانيا الا انة استطاع من تحقيق لقب تلك البطولة لأول مرة عام 1910 في مشاركتة الثالثة، شارك النادي في كأس برانس، الذي يتألف من أفضل الفرق في لانغيدوك، ميدي، أكيتين (جنوب فرنسا)، وبلاد الباسك وكاتالونيا. في ذلك الوقت كانت تعتبر أفضل مسابقة مفتوحة للمشاركة. [3] ولم تقتصر مشاركة النادي على تلك البطولات بل شارك في بطولات أخرى مثل كأس سالوت وكأس ساباديل وبطولة بلنسية الودية وغيرها، أجمالا كانت هذه العشرية فترة جيدة جدا في تاريخ النادي.
- 1920–1929 الفترة الذهبية الأولى تعتبر فترة العشرينيات من القرن الفائت أولى الفترات الذهبية ل نادي برشلونة فتمكن من التتويج بكأس ملك إسبانيا خمسة مرات وحقق لقب الدوري الإسباني فور استحداث تلك المسابقة موسم 1928–29 أضافة لتحقيقة بطولة دوري كاتالونيا ثمانية مرات.
- 1930–1939 لقد أثرت الحرب الأهلية كثيرا على الفريق وكذلك على كرة القدم الإسبانية فتوقفت مسابقتي الدوري والكأس في أوآخر الفترة وتحديدا بين اعوام 1936–1939 وأثرت تلك الظروف سلبا على نتائج النادي.
- 1940–1949 إنجازات الفريق خلال هذه العشرية كانت انجازات لا بأس بها إذ تمكن النادي من تحقيق 3 بطولات دوري وبطولة كأس وحقق النادي كأس إيفا دوارتي وهي بطولة أقيمت حينها على غرار كأس السوبر الإسباني مرتين إضافة للكأس اللاتيني مرة واحدة.
- 1950–1959 الفترة الذهبية الثانية هذه الفترة تعتبر من أكثر الفترات اشراقا في تاريخ النادي حيث تمكن النادي من تحقيق 13 بطولة متنوعة من بينها كأس المعارض الأوروبية وكأس العالم المصغرة علاوة على ثلاثة بطولات دوري وخمسة بطولات كأس.
- 1960–1979 الفترة الاسوء  خلال عقدي الستينيات والسبعينيات من القرن العشرون سائت نتائج النادي لحد كبير فلم يتمكن النادي من تحقيق أكثر من لقبي دوري خلال العشرون عام مدة هذه الفترة مجموع بطولات نادي برشلونة هذه الفترة 9 القاب فقط خمسة منها في الستينيات واربعة في السبعينيات.
- 1980–1989 خلال هذه الفترة أعاد النادي نفسة إلى الواجهة بعد أن حقق عدد من البطولات لا بأس بها فتمكن من تحقيق 7 بطولات محلية وبطولتين كأس الكؤوس الأوروبية
- 1990–1999 الفترة الذهبية الثالثة تعتبر هذه الفترة الأكثر نجاحا وإنجازا في تاريخ النادي فقد حقق النادي خلالها 17 كأس رسمية وحصل النادي أثنائها على كأس دوري أبطال أوروبا عام 1992 لأول مرة وكذلك حقق النادي لقب الدوري 6 مرات والكأس 3 مرات إضافة لاربعة ألقاب سوبر إسباني علاوة على كأس الكؤوس الأوروبية وكأس السوبر الأوروبي مرتين.
- 2000–2009 الفترة الذهبية الرابعة رغم غياب الفريق عن منصات التتويج دون أن يحقق أي لقب بين عامي 2000–2004 إلا أن النادي عاد بقوة بعد ذلك وتمكن من حصد 11 لقب من بينها لقبي دوري أبطال أوروبا وثلاثة ألقاب دوري بهذه الفترة كذلك تمكن النادي من تحقيق انجاز غير مسبوق بعد أن حقق 6 بطولات رسمية بعام واحد في العام 2009.

## أهم بطولات النادي حسب الفترة الزمنية
| الفترة     | البطولات | البطولات | البطولات | البطولات | البطولات | البطولات | البطولات | البطولات | البطولات | البطولات                 | البطولات                 | البطولات                 | البطولات                 | المجموع |
| الفترة     | المحلية  | المحلية  | المحلية  | المحلية  | الدولية  | الدولية  | الدولية  | الدولية  | الدولية  | أهم البطولات غير الرسمية | أهم البطولات غير الرسمية | أهم البطولات غير الرسمية | أهم البطولات غير الرسمية | المجموع |
| الفترة     | د.إ      | ك.إ      | س.إ      | ك.د      | ك.ع.أ    | د.أ.أ    | ك.ك.أ    | ك.م.أ    | ك.س.أ    | د.ك                      | ك.ب                      | ك.لا                     | ك.ع.م                    | المجموع |
| ---------- | -------- | -------- | -------- | -------- | -------- | -------- | -------- | -------- | -------- | ------------------------ | ------------------------ | ------------------------ | ------------------------ | ------- |
| 1900–1909  |          |          |          |          |          |          |          |          |          | 4                        |                          |                          |                          | 4       |
| 1910–1919  |          | 3        |          |          |          |          |          |          |          | 5                        | 4                        |                          |                          | 12      |
| 1920–1929  | 1        | 5        |          |          |          |          |          |          |          | 8                        |                          |                          |                          | 14      |
| 1930–1939  |          |          |          |          |          |          |          |          |          | 6                        |                          |                          |                          | 6       |
| 1940–1949  | 3        | 1        | 1        |          |          |          |          |          |          |                          |                          | 1                        |                          | 6       |
| 1950–1959  | 3        | 5        | 2        |          |          |          |          | 1        |          |                          |                          | 1                        | 1                        | 13      |
| 1960–1969  | 1        | 2        |          |          |          |          |          | 2        |          |                          |                          |                          |                          | 5       |
| 1970–1979  | 1        | 2        |          |          |          |          | 1        |          |          |                          |                          |                          |                          | 4       |
| 1980–1989  | 1        | 3        | 1        | 2        |          |          | 2        |          |          |                          |                          |                          |                          | 9       |
| 1990–1999  | 6        | 3        | 4        |          |          | 1        | 1        |          | 2        |                          |                          |                          |                          | 17      |
| 2000–2009  | 3        | 1        | 3        |          | 1        | 2        |          |          | 1        |                          |                          |                          |                          | 11      |
| 2010–2019  | 7        | 5        | 5        |          | 2        | 2        |          |          | 2        |                          |                          |                          |                          | 23      |
| 2020– الآن | 2        | 2        | 2        |          |          |          |          |          |          |                          |                          |                          |                          | 4       |
| المجموع    | 28       | 32       | 15       | 2        | 3        | 5        | 4        | 3        | 5        | 23                       | 4                        | 2                        | 1                        | 127     |

## بطولات النادي

### البطولات الرسمية

#### محليا
عدد البطولات المحلية 80 بطولة
- الدوري الإسباني:

- البطل (28 مرة):  1928–29، 1944–45، 1947–48، 1948–49، 1951–52، 1952–53، 1958–59، 1959–60، 1973–74، 1984–85، 1990–91، 1991–92، 1992–93، 1993–94، 1997–98، 1998–99، 2004–05، 2005–06، 2008–09، 2009–10، 2010–11، 2012–13، 2014–15، 2015–16، 2017–18، 2018–19، 2022–23، 2024–25
- الوصيف (28 مرة): 1929–30، 1945–46، 1953–54، 1954–55، 1955–56، 1961–62، 1963–64، 1966–67، 1967–68، 1970–71، 1972–73، 1975–76، 1976–77، 1977–78، 1981–82، 1985–86، 1986–87، 1988–89، 1996–97، 1999–00، 2003–04، 2006–07، 2011–12، 2013–14، 2016–17، 2019–20، 2021–22، 2023–24

- كأس ملك إسبانيا:[18]

-  البطل (32 مرة): 1910، 1912، 1913، 1920، 1922، 1925، 1926، 1928، 1942، 1951، 1952، 1953، 1957، 1959، 1963، 1968، 1971، 1978، 1981، 1983، 1988، 1990، 1997، 1998، 2009، 2012، 2015، 2016، 2017، 2018، 2021، 2025
- الوصيف (12 مرة): 1902، 1919، 1932، 1936، 1954، 1974، 1984، 1986، 1996، 2011، 2014، 2019

- كأس السوبر الإسباني:

-  البطل (15 مرة): 1983، 1991، 1992، 1994، 1996، 2005، 2006، 2009، 2010، 2011، 2013، 2016، 2018، 2023، 2025
- الوصيف (12 مرة): 1985، 1988، 1990، 1993، 1997، 1998، 1999، 2012، 2015، 2017، 2021، 2024

- كأس الدوري الإسباني:[19]

-  البطل (مرتين): 1982–83، 1985–86

- كأس إيفا دوارتي (توقفت)

-  البطل (3 مرات):  1948، 1952، 1953
- الوصيف (مرتين):  1949, 1951.

#### قاريا
عدد البطولات القارية 17 بطولة
- دوري أبطال أوروبا

البطل (5 مرات): 1992، 2006، 2009، 2011، 2015
الوصيف (3 مرات): 1961، 1986، 1994
- كأس السوبر الأوروبي

البطل (5 مرات): 1992، 1997، 2009، 2011، 2015
الوصيف (4 مرات): 1979، 1982، 1989، 2006
- كأس الكؤوس الأوروبية

البطل (4 مرات): 1979، 1982، 1989، 1997
الوصيف (مرتين): 1969، 1991
- كأس العالم للأندية

البطل (3 مرات): 2009، 2011، 2015
الوصيف (مرة): 2006
- كأس إنتركونتنينتال

الوصيف (مرة):1992

### بطولات غير رسمية

#### قاريا
- الكأس اللاتيني (توقفت) : 2 (1949، 1952)[20]
- كأس العالم المصغرة (توقفت) : مره واحده عام 1957
- كأس المعارض الأوروبية (توقفت) : 3 مرات (1958، 1960، 1966)
- كأس برانس (توقفت) : 4 مرات (1910, 1911, 1912, 1913)
- كأس خاتمة كأس المعارض الأوروبية:[21] 1 (1971)
- كأس ماريتمو وروسي (توقفت) : 5 (48, 49, 50, 52, 53)

#### محليا
- كأس الأرجنتين (توقفت) : 1 مرة (1945)
- بطولة أرآجون (توقفت) : 3 (1926, 1927، 1928)
- كأس دوارد (توقفت) : 4 (52, 56,59, 60)

#### إقليميا

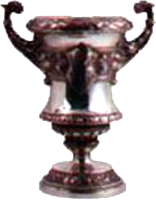
كأس دوري كاتلونيا.

- بطولة دوري كاتالونيا(23) مرة (توقفت) : (كأس ماكايا) 1902، (كأس برشلونة) 1903 (1904-05، 1908-09، 1909-10، 1910-11، 1912-13، 1915-16، 1918-19، 1919-20، 1920-21، 1921-22، 1923-24، 1924-25، 1925-26، 1926-27، 1927-28، 1929-30، 1930-31، 1931-32، 1934-34، 1935-36، 1937-38)
- دوري البحر المتوسط (توقفت) : 1 (1937)
- دورة كاتالونيا (توقفت) : 1 (1938)
- كأس كاتالونيا: (6) مرات(1990-91, 1992-93, 1999-00, 2003-04, 2004-05, 2006-07)
- كأس سالوت : 2 (1906, 1908)
- كأس ساباديل : 2 (1907, 1908)

### بطولات ودية
- كأس خوان غامبر: 46 (1966، 1967، 1968، 1969، 1971، 1973، 1974، 1975، 1976، 1977، 1979، 1980، 1983، 1984، 1985، 1986، 1988، 1990، 1991، 1992، 1995، 1996، 1997، 1998، 1999، 2000، 2001، 2002، 2003، 2004، 2006، 2007، 2008، 2010، 2011، 2013، 2014، 2015، 2016، 2017, 2018, 2019، 2020، 2021، 2022، 2023)
- كأس رامون دي كارانزا: 3(1961، 1962، 2005)
- كأس الملك محمد الخامس:[22] 1 (1969)
- كأس سويداد لابينا : 4 (85, 1991, 1995, 2000)
- كأس بالما :5 (69, 74, 76, 80، 81)
- كأس تيريز هيريرا : 5 (48, 51, 72, 90, 1993)
- كأس أودي : 1 (2011)
- كأس فرانز بيكنباور : 1 (2007)
- كأس الأبطال الدولية الودية : 1 (2017)